# Canottaggio ai II Giochi olimpici giovanili estivi
Le gare di canottaggio ai II Giochi olimpici giovanili estivi si sono svolte dal 17 al 20 agosto 2014 alla Nanjing Rowing-Canoeing School di Nanchino. Sono state assegnate medaglie nel singolo e nel doppio sia maschile che femminile.

## Medagliere
| Pos.   | Paese       | Oro | Argento | Bronzo | Totale |
| ------ | ----------- | --- | ------- | ------ | ------ |
| 1      | Romania     | 2   | 0       | 0      | 2      |
| 2      | Bielorussia | 1   | 0       | 0      | 1      |
| 2      | Germania    | 1   | 0       | 0      | 1      |
| 4      | Azerbaigian | 0   | 1       | 0      | 1      |
| 4      | Cina        | 0   | 1       | 0      | 1      |
| 4      | Grecia      | 0   | 1       | 0      | 1      |
| 4      | Rep. Ceca   | 0   | 1       | 0      | 1      |
| 8      | Canada      | 0   | 0       | 2      | 2      |
| 9      | Francia     | 0   | 0       | 1      | 1      |
| 9      | Turchia     | 0   | 0       | 1      | 1      |
| Totale | Totale      | 4   | 4       | 4      | 12     |

## Podi
| Evento    | Oro                                                | Perform. | Argento                               | Perform. | Bronzo                                  | Perform. |
| Maschili  |                                                    |          |                                       |          |                                         |          |
| Singolo   | Tim Ole Naske                                      | 3'21"22  | Boris Yotov                           | 3'21"82  | Dan de Groot                            | 3'22"21  |
| Doppio    | Romania Gheorghe Robert Dedu Ciprian Tudosă        | 3'11"27  | Rep. Ceca Miroslav Jech Lukáš Helešic | 3'12"13  | Turchia Gökhan Güven Eren Can Aslan     | 3'12"21  |
| Femminili |                                                    |          |                                       |          |                                         |          |
| Singolo   | Kryscina Staraselec                                | 3'51"33  | Athina Maria Angelopoulou             | 3'51"59  | Camille Juillet                         | 3'53"80  |
| Doppio    | Romania Cristina Georgiana Popescu Denisa Tilvescu | 3'37"32  | Cina Luo Yadan Pan Jie                | 3'37"52  | Canada Larissa Werbicki Caileigh Filmer | 3'37"75  |